# Гордыновка
Гордыновка (укр. Гординівка) — село в Долинской городской общине Кропивницкого района Кировоградской области Украины.
До 2020 года входило в состав Долинского района

Население по переписи 2001 года составляло 55 человек. Почтовый индекс — 28545. Телефонный код — 5234. Занимает площадь 0,363 км². Код КОАТУУ — 3521980704.